# Christoph Anton von Wolff
Christoph Anton Wolff, ab 1867 von Wolff, (* 17. Januar 1818 in Großgartach; † 20. September 1893 in Stuttgart) war ein württembergischer Politiker und Oberamtmann.

## Leben
Christoph Anton Wolff war ein Sohn des Wirts Anton Wolff und dessen Ehefrau Elisabeth. Er machte nach Abschluss der Schule eine dreijährige Lehre bei zwei Kanzleien und besuchte anschließend von 1837 bis 1838 das Obergymnasium in Stuttgart. Von 1838 bis 1841 studierte er Rechts- und Staatswissenschaften auf der Eberhard Karls Universität Tübingen. 1841 legte er die erste und 1843 die zweite höhere Dienstprüfung ab. Von 1843 bis 1851 war er Oberamtsaktuar und später Regierungssekretär beim Oberamt Ulm, 1851 wurde er Oberamtsverweser in Biberach.
Seine erste Oberamtmannstelle trat er 1851 beim Oberamt Tettnang an, von 1854 bis 1858 war er Oberamtmann in Heidenheim und anschließend bis 1866 in Esslingen. 1866 wurde er Leiter der Inneren Verwaltung bei der Stadtdirektion Stuttgart, zuletzt als Oberregierungsrat. Von 1878 bis 1883 war er Regierungspräsident des Jagstkreises in Ellwangen und 1883 bis 1889 Regierungspräsident des Donaukreises in Ulm. 1889 trat Christoph Anton von Wolff in den Ruhestand.

### Politik
Wolff war Mitglied der nationalliberalen Deutschen Partei. 1870 wurde er nach mehreren erfolglosen Kandidaturen als Abgeordneter des Bezirks Esslingen in die Zweite Kammer des württembergischen Landtags gewählt, dem er bis 1876 angehörte.

## Familie
Seit 1849 war Wolff verheiratet mit Adelheid Plieninger, einer Tochter des Rentbeamten Friedrich Anton Plieninger und dessen Ehefrau Friederike, geb. Zaiser. Das Paar hatte drei Kinder: Richard (* 1850), Elise (* 1851) und Hermine (* 1858).

## Ehrungen, Nobilitierung
- 1865: Ritterkreuz I. Klasse des Friedrichs-Ordens
- 1866: Ernennung zum Regierungsrat
- 1867: Ritterkreuz des Ordens der württembergischen Krone, welches mit dem persönlichen Adelstitel (Nobilitierung) verbunden war
- 1870: Ritterkreuz mit Krone des Ordens der württembergischen Krone
- 1873: Preußischer Kronorden 2. Klasse
- 1888: Kommenturkreuz des Ordens der württembergischen Krone
- Kriegsgedenkmünze 1870/71
- Kaiserlich Russischer St.-Annen-Orden 2. Klasse
- Kaiserlich Russischer Sankt-Stanislaus-Orden 2. Klasse